# 최재호 (법조인)
최재호(崔在護, 1934년 ~ 2011년 4월 13일)는 대한민국의 대법관을 역임한 법조인이다.

## 생애
1934년 경상북도 고령군에서 태어나 경북고등학교와 서울대학교 법학과 3학년 재학 중이던 1956년 제7회 고등고시 사법과에 합격하여 대구지방법원 판사에 임용되었다. 이후 대구고등법원 등에서 부장판사를 하였다. 
법원장으로 승진하여 대구지방법원장, 부산지방법원장, 법원행정처장을 거쳐 대구고등법원장에 재직하던 1986년 4월 3일에 전두환 대통령에 의해 1986년 4월 17일부터 임기 5년의 대법원 판사에 임명되었다. 법원행정처 차장과 부산지방법원에서 법원장, 대법관으로 재직한 것을 제외하고 대구광역시에서 근무했다. 고등학교 다닐 때 배구팀 주장을 맡았으며 스포츠 특히 테니스와 바둑을 즐겨한다.1999년에 영남대학교 이사장에 취임하여 2년동안 재직했다. 
대구고등법원 형사부 부장판사로 재직하던 1977년 5월에는 일본으로부터 밀수하다 적발된 피고인에 대해 특가법 제6조에서 규정된 5년이상 징역과 포탈액의 5배이상 10배이하 벌금 임에도 불구하고 징역1년3월과 벌금 691만원을 선고하였는데 이는 "상한액 10배를 하한액인 5배로 감경할 수 있다는 것은 하한액 5배도 다시 절반인 2.5배로 낮춰질 수 있다"는 판단에 따른 것으로 벌금에 있어 하한 이하로 선고한 최초의 사례다.